# Amphicyon giganteus
Az Amphicyon giganteus az emlősök (Mammalia) osztályának ragadozók (Carnivora) rendjébe, ezen belül a fosszilis medvekutyafélék (Amphicyonidae) családjába és az Amphicyoninae alcsaládjába tartozó faj.
Ezt a fosszilis állatfajt legelőször 1884-ben, Johann Jakob Kaup német természettudós írta le, illetve nevezte meg.

## Tudnivalók
Az Amphicyon giganteus körülbelül 20,4-15,9 millió évvel ezelőtt élt, azaz a miocén kor elejétől egészen a közepéig, és Európában széles körben elterjedt volt. Néhány miocén korból származó, namíbiai kövületet ennek a fajnak tulajdonítanak. Egy fiatal Iberotherium rexmanueli zbyszewskii-n, amelyet Portugáliában találtak meg, ilyen A. giganteus fognyomokat visel. Azonban nem lehet tudni, hogy a ragadozó zsákmányolta a fosszilis orrszarvút, vagy egyszerűen ráakadt az elpusztult állatra és dögevő módjára belekóstolt. Ezt a felfedezést 2006-ban, Antunesa és társai írták le.

## Fordítás
- Ez a szócikk részben vagy egészben  az   Amphicyon#Species című angol Wikipédia-szócikk ezen változatának fordításán alapul.  Az eredeti cikk szerkesztőit annak laptörténete sorolja fel. Ez a jelzés csupán a megfogalmazás eredetét és a szerzői jogokat jelzi, nem szolgál a cikkben szereplő információk forrásmegjelöléseként.